# Paradisus-Paradoxum
「Paradisus-Paradoxum」（パラディススパラドクスム）は、MYTH & ROIDの4作目のシングル。2016年8月24日発売。発売元は メディアファクトリー。

## 概要
表題曲は、2016年4月から放送されたTX系テレビアニメ『Re:ゼロから始める異世界生活』の後期オープニングテーマとして書き下ろされた。曲名はラテン語で「矛盾の楽園」という意味。またカップリング曲「theater D」は同アニメの第14話の挿入歌。いずれも2017年4月26日発売のファーストアルバム『eYe's』に収録された。

## 楽曲解説

### 「Paradisus-Paradoxum」
MYTH & ROIDが初めて担当するオープニングテーマである。MYTH & ROIDに特徴的な強い曲調と前作「STYX HELIX」と同じような浮遊感を合わせ持つ楽曲となっている。強い曲調はオープニングに必要な要素として制作サイドから求められたが、細かい要望はなかったという。
曲のテーマは「絶望」あるいは「浸蝕」。これは物語が主人公にとってより過酷なものであることに起因している。同時に主人公が運命を変えるために黒い力を利用してでも先に進もうとする物語とも重なっている。特に後者のテーマは「虹に黒を差し」という矛盾した歌詞で表現されており、楽曲のタイトルやジャケットデザインとも関係している。ボーカルの Mayu は「Paradisus-Paradoxum」を「オープニング曲らしからぬ不穏さ」と評している。またインタヴューで曲の見どころを聞かれて「甘やかで柔らかな部分と、不穏で狂気的な部分が混ざり合い、様々なものが凝縮されているAメロ」と答えている。
なお、タイトルに関しては前期のエンディング曲の「STYX HELIX」同様に難読であるとして、声優たちがイベントで読むのに苦労している。

### 「theater D」
「theater D」は第14話「絶望という病」の挿入歌。ラストシーンで使用されていることから事実上の特殊エンディング曲となっている。Tom-H@ckはあらかじめ同シーンで使用するためにオーダーを受けている。テンポ感とループ感を重視しているが、残虐な描写の場面で使用されているため、ブルガリアン・ボイスを用いて民俗音楽のような雰囲気を持たせつつも、重低音で、ノイズや加工ボイスを用いて、不穏さや絶望感、滑稽さをイメージさせる曲作りがされている。

## 収録曲
| 全作詞・作曲・編曲: MYTH & ROID。 |                                                                                            |             |             |      |
| #                                 | タイトル                                                                                   | 作詞        | 作曲・編曲  | 時間 |
| 1.                                | 「Paradisus-Paradoxum」(テレビアニメ『Re:ゼロから始める異世界生活』後期オープニングテーマ) | MYTH & ROID | MYTH & ROID | 3:53 |
| 2.                                | 「theater D」(テレビアニメ『Re:ゼロから始める異世界生活』第14話挿入歌)                     | MYTH & ROID | MYTH & ROID | 3:42 |
| 3.                                | 「Paradisus-Paradoxum」(instrumental)                                                      | MYTH & ROID | MYTH & ROID | 3:52 |
| 4.                                | 「theater D」(instrumental)                                                                | MYTH & ROID | MYTH & ROID | 3:40 |
| 合計時間:                         | 合計時間:                                                                                  | 15:07       |             |      |

## 収録アルバム
| 曲名                | アルバム  | 発売日        | 備考               |
| ------------------- | --------- | ------------- | ------------------ |
| Paradisus-Paradoxum | 『eYe's』 | 2017年4月26日 | オリジナルアルバム |
| theater D           | 『eYe's』 | 2017年4月26日 | オリジナルアルバム |

## カバー
- Roselia［湊友希那（相羽あいな）］ - 『Re:ゼロから始める異世界生活』とのコラボレーションの一環として、2019年11月20日にゲーム『バンドリ! ガールズバンドパーティ!』に追加収録[10]。2021年2月24日発売のアルバム『バンドリ！ ガールズバンドパーティ！ カバーコレクション Vol.5』でCD初収録[11]。
- OxT - 2022年10月26日発売の13thシングル『HIGHEST』に収録。

## 備考
9枚目のシングル「PANTA RHEI」に、新ボーカルのKIHOWによる「Paradisus-Paradoxum」の歌唱バージョンがカップリングとして収録されている。